# Georg Wünning
Kurt Georg Christian Wünning (* 4. September 1948 in Dornreichenbach; † 2. April 2025) war ein Orgelbauer in Großolbersdorf in Sachsen, der neben Orgelneubauten Restaurierungen durchgeführt hat.

## Leben und Werk
Georg Wünning erlernte den Orgelbau von 1965 bis 1968 bei Gerhard Böhm in Gotha, wo er auch die Gesellenzeit verbrachte und bis 1981 Mitarbeiter war. Er legte im Jahr 1981 die Meisterprüfung ab und vertiefte sich anschließend bei Jehmlich Orgelbau in Dresden. Hier entwarf er Prospekte und war für den Bereich Konstruktion zuständig. Eine eigene Werkstatt gründete Wünning  im Jahr 1983 in Großolbersdorf. Wünning ist durch die Restaurierung von historischen Orgeln hervorgetreten. Seine Neubauten entstanden vielfach hinter den historischen Prospekten der Vorgängerorgeln und unter Einbeziehung historischer Register. Im Pedal werden gerne Transmissionen eingesetzt. Wünning baute und restaurierte vor allem Orgeln in seiner sächsischen Heimat, wurde aber auch mit Orgelneubauten im europäischen Ausland beauftragt.
Wünning wurde von der Deutschen UNESCO-Kommission im Oktober 2016 als Kulturtalent des Monats gewürdigt.

## Werkliste (Auswahl)
Die römische Zahl bezeichnet die Anzahl der Manuale, ein großes „P“ ein selbstständiges Pedal, ein kleines „p“ ein nur angehängtes Pedal und die arabische Zahl in der vorletzten Spalte die Anzahl der klingenden Register.
| Jahr      | Ort                                   | Gebäude                                                | Bild | Manuale | Register | Bemerkungen |
| --------- | ------------------------------------- | ------------------------------------------------------ | ---- | ------- | -------- | --- |
| 1987      | Marienberg, OT Zöblitz                | Friedhofskapelle                                       |      |         |          | Neubau |
| 1991      | Großolbersdorf                        | Friedhofskapelle                                       |      | I/P     | 7        | Neubau |
| 1991      | Prag-Kobylisy                         | Kirche an der Jakobsleiter (kostel U Jákobova žebříku) |      | I/P     | 8        | Neubau |
| 1991      | Thermalbad Wiesenbad                  | Friedenskapelle                                        |      | I       |          | Neubau eines Positivs |
| 1993      | Freital-Pesterwitz                    | St.-Jakobus-Kirche                                     |      | II/P    | 28       | hinter dem Prospekt von Christian Gottlob Steinmüller (1843) und Julius Jahn & Sohn (1907) → Orgel                                         |
| 1990–1994 | Zitzschen                             | Dorfkirche Zitzschen                                   |      | II/P    | 25       | Restaurierung der Orgel der Gebrüder Trampeli (1795)                                                                                       |
| 1994      | Mulda/Sachsen                         | Dorfkirche                                             |      | II/P    | 11       | Neubau → Orgel |
| 1994      | Schwarzenberg, OT Bermsgrün           | Kapelle                                                |      | I       |          | |
| 1994      | Altenberg (Erzgebirge)                | Kirche Altenberg                                       |      | II/P    | 17       | Neubau → Orgel |
| 1994–1995 | Langgrün                              | Dorfkirche Langgrün                                    |      | I/P     | 10       | Restaurierung der Orgel von Georg Christoph Hofmann (um 1820) → Orgel                                                                      |
| 1995      | Crottendorf                           | Dreifaltigkeitskirche                                  |      | I/p     | 5        | → Truhenpositiv |
| 1995      | Lauter-Bernsbach, OT Oberpfannenstiel | Martin-Luther-Kirche                                   |      | I/P     | 10       | Neubau hinter wiederhergestelltem Prospekt von Christian Gottlob Steinmüller (1843)                                                        |
| 1995      | Weinböhla                             | Ev. Kirche                                             |      | II/P    | 32       | Neubau hinter Prospekt und unter Einbeziehung von Registern von Johann Gottlieb Jehmlich (1915) → Orgel                                    |
| 1995      | Sachsgrün                             | St. Ägidius                                            |      | II/P    | 15       | Restaurierung der Orgel von Georg Christoph Hofmann (1827) → Orgel                                                                         |
| 1995      | Leipzig-Gottscheina                   | Kirche Gottscheina                                     |      | I/p     | 5        | Generalüberholung der Orgel von Nicolaus Schrickel (1853)                                                                                  |
| 1994–1996 | Jöhstadt                              | St.-Salvator-Kirche                                    |      | II/P    | 24       | Neubau hinter dem Prospekt von Christian Friedrich Göthel (1860/1861)                                                                      |
| 1996–1997 | Sehmatal, OT Neudorf                  | Pfarrkirche                                            |      | II/P    | 27       | Neubau hinter dem barocken Prospekt (1699) → Orgel                                                                                         |
| 1997      | Tannenberg                            | St.-Christophorus-Kirche                               |      | II/P    | 17       | Neubau |
| 1997      | Langenhessen                          | St. Johannis                                           |      | II/P    | 18       | Restaurierung der Orgel von Johann Gotthilf Bärmig (1855)                                                                                  |
| 1999      | Leipzig-Hohenheida                    | Kirche Hohenheida                                      |      | II/P    | 14       | Restaurierung der Orgel von Urban Kreutzbach (1855)                                                                                        |
| 1999      | Lauter-Bernsbach, OT Bernsbach        | Pfarrkirche zur Ehre Gottes                            |      | II/P    | 18       | Neubau hinter dem Prospekt von Trampeli (1809)                                                                                             |
| 1997–2001 | Großolbersdorf                        | Kirche Großolbersdorf                                  |      | II/P    | 31       | Neubau hinter dem historischen Gehäuse von Christian Friedrich Göthel (1871), ergänzt um ein Rückpositiv → Orgel der Kirche Großolbersdorf |
| 2001      | Feldkirchen in Kärnten                | Pfarrkirche                                            |      | II/P    | 11       | Neubau |
| 2001      | Rabenstein bei Zwiesel                | Filialkirche St. Johannes Nepomuk                      |      |         |          | Neubau |
| 2003      | Brehme                                | St. Mariä Himmelfahrt                                  |      | II/P    | 25       | Neubau |
| 2004      | Allmendingen                          | Ev. Kirche                                             |      | II/P    | 14       | Neubau |
| 2005      | Geithain                              | St. Nikolai                                            |      | II/P    | 30       | Erweiterungsumbau der Orgel von Urban Kreutzbach (1847) und Alfred Schmeisser (1902)                                                       |
| 2006      | Beucha                                | Bergkirche Beucha                                      |      |         |          | Wiedereinbau der 1989 ausgelagerten Schmeißer-Orgel                                                                                        |
| 2007–2008 | Königstein (Sächsische Schweiz)       | Marienkirche                                           |      | III/P   | 38       | Neubau hinter Prospekt von Johann Gottlieb Jehmlich (1851) und unter Einbeziehung von Registern von 1851 und 1907 → Orgel                  |
| 2007–2008 | Predel (Elsteraue)                    | Dorfkirche                                             |      | I       | 6        | Restaurierung der Orgel von Gottfried Zehm (1699) → Orgel                                                                                  |
| 2009      | Oberwiesenthal                        | Martin-Luther-Kirche                                   |      | II/P    | 15       | Restaurierung der Orgel von Johann Gotthilf Bärmig (1855)                                                                                  |
| 2010      | Dresden                               | Matthäuskirche                                         |      | II/P    | 9        | |
| 2010      | Weimar                                | Neuapostolische Kirche                                 |      | II/P    | 17       | Neubau → Orgel |
| 2015      | Bobenneukirchen (Bösenbrunn)          | St.-Margareten-Kirche                                  |      | II/P    | 18       | Restaurierung der Bärmig-Orgel von 1862 → Orgel                                                                                            |
| 2019–2021 | Weimar                                | Adventhaus                                             |      | I/P     | 7        | Umbau und Erweiterung der Orgel von Gerhard Böhm (1990), neuer Spieltisch und neue Trakturen und Spielhilfen                               |